# Filmfare Awards South
Les Filmfare Awards South sont des prix du cinéma accordés chaque année pour promouvoir et encourager l'industrie du cinéma en Inde du Sud. Ces prix font partie des Filmfare Awards, organisés par The Times Group.
Différents prix sont donnés pour les films en tamoul, télougou, kannada et malayalam.

## Histoire
Les prix sont attribués depuis 1954, pour les films sortis en 1953. Initialement, ils étaient nommés Clare Awards, du nom de Clare Mendonça, le rédacteur en chef du Times of India. Contrairement aux National Film Awards, qui sont attribués par une commission nommée par le gouvernement indien, les Filmfare Awards South sont accordés à la suite des votes du public et d'un comité d'experts.
Les Filmfare Awards ont souvent été désignés comme étant l'équivalent pour l'industrie cinématographique indienne aux cérémonies des Oscars américains.

## Récompenses artistiques

### Pour le cinématamoul
- Filmfare Award du meilleur film en tamoul, depuis 1963
- Filmfare Award du meilleur réalisateur en tamoul, depuis 1972
- Filmfare Award du meilleur acteur en tamoul, depuis 1972
- Filmfare Award de la meilleure actrice en tamoul, depuis 1972
- Filmfare Award du meilleur acteur dans un second rôle en tamoul, depuis 2002
- Filmfare Award de la meilleure actrice dans un second rôle en tamoul, depuis 2002
- Filmfare Award du meilleur directeur artistique en tamoul, depuis 1990
- Filmfare Award du meilleur compositeur en tamoul, depuis 2005
- Filmfare Award du meilleur chanteur en playback en tamoul, depuis 2005
- Filmfare Award de la meilleure chanteuse en playback en tamoul, depuis 2001

### Pour le cinématélougou
- Filmfare Award du meilleur film en télougou, depuis 1953
- Filmfare Award du meilleur réalisateur en télougou, depuis 1972
- Filmfare Award du meilleur acteur en télougou, depuis 1972
- Filmfare Award de la meilleure actrice en télougou, depuis 1972
- Filmfare Award du meilleur acteur dans un second role en télougou, depuis 2002
- Filmfare Award de la meilleure actrice dans un second role en télougou, depuis 2002
- Filmfare Award du meilleur directeur artistique en télougou, depuis 1990
- Filmfare Award du meilleur compositeur en télougou, depuis 2005
- Filmfare Award du meilleur chanteur en playback en télougou, depuis 1997
- Filmfare Award de la meilleure chanteuse en playback en télougou, depuis 2005

### Pour le cinémamalayalam
- Filmfare Award du meilleur film en malayalam, depuis 1966
- Filmfare Award du meilleur réalisateur en malayalam, depuis 1972
- Filmfare Award du meilleur acteur en malayalam, depuis 1972
- Filmfare Award de la meilleure actrice en malayalam, depuis 1972
- Filmfare Award du meilleur acteur dans un second role en malayalam, depuis 2006
- Filmfare Award de la meilleure actrice dans un second role en malayalam, depuis 2006
- Filmfare Award du meilleur directeur artistique en malayalam, depuis 1990
- Filmfare Award du meilleur compositeur en malayalam, depuis 2006
- Filmfare Award du meilleur chanteur en playback en malayalam, depuis 2006
- Filmfare Award de la meilleure chanteuse en playback en malayalam, depuis 2006

### Pour le cinémakannada
- Filmfare Award du meilleur film en kannada, depuis 1969
- Filmfare Award du meilleur réalisateur en kannada, depuis 1972
- Filmfare Award du meilleur acteur en kannada, depuis 1972
- Filmfare Award de la meilleure actrice en kannada, depuis 1972
- Filmfare Award du meilleur acteur dans un second role en kannada, depuis 2006
- Filmfare Award de la meilleure actrice dans un second role en kannada, depuis 2006
- Filmfare Award du meilleur directeur artistique en kannada, depuis 1991
- Filmfare Award du meilleur compositeur en kannada, depuis 2006
- Filmfare Award du meilleur chanteur en playback en kannada, depuis 2006
- Filmfare Award de la meilleure chanteuse en playback en kannada, depuis 2006

## Récompenses techniques
- Filmfare Award South du meilleur cinéaste
- Filmfare Award South du meilleur chorégraphe

## Récompenses spéciales
- Filmfare Award South du meilleur acteur débutant
- Filmfare Award South de la meilleure actrice débutante
- Prix du jury du Filmfare Award South
- Filmfare Award South de la meilleure carrière